# Manoir de Ravigny
Le manoir de Ravigny est un édifice, situé à Ravigny, dans le département français de la Mayenne et la région des Pays de la Loire.

## Localisation
Le monument est situé dans le département français de la Mayenne, au sud du petit bourg de Ravigny, près de l'église Saint-Julien.

## Historique
Le château, aujourd'hui maison de ferme, près de l'église, conserve son cachet du XVIe siècle grâce à ses fenêtres et lucarnes à meneaux et à sa porte sculptée d'accolade. Il fut habité de 1550 au moins jusqu'à 1650. Les douves et la base d'une fuie étaient encore visibles à la fin du XIXe siècle. Les façades et les toitures, l'escalier à vis et les cheminées intérieure sont inscrits au titre des Monuments historiques depuis le 20 mai 1975.
La chapelle Saint-Hubert qui, d'après la fondation, devait être desservie au château, l'était en 1791 au château de la Bellière ; le temporel qui comprenait la closerie de Champ-Hervé, fut vendu nationalement pendant la Révolution.

## Architecture
Le château dut pour l'abbé Angot être élégant et vaste quand il avait son porche traversant une aile du pignon-ouest. La porte s'ouvrant au haut d'un perron, sculptée d'accolade comme les fenêtres et d'écusson fruste, était surmontée d'un auvent. La tour découronnée loge un escalier aux marches massives en châtaignier. Les quatre fenêtres ont des meneaux croisés à moulures prismatiques, l'une solidement grillée. La plus belle cheminée est dans une chambre du premier étage. Les caves, qui ont peut-être servi de sous-sols, sont très vastes, et le puits est un des plus remarquables du pays. Les douves ne sont conservées qu'à l'ouest. C'est là qu'était le pont-levis. La fuie, dont la toiture seule a disparu, de 7 mètres de diamètre, compte 1 200 boulins.

## Seigneurs
La famille de Vaucelles est originaire du Poitou, dont les titres forment un fonds considérable aux Archives départementales de la Vienne. Depuis le XVIIe siècle, les Vaucelles habitent la terre de la Bellière. Les armoiries sont : d'argent au chef de gueules, chargé de 7 billettes d'or, 4, 3.